# Vůz Bmee248 ČD
Vozy Bmee248, číslované v intervalu 51 54 21-70, byly řadou oddílových osobních vozů druhé třídy z vozového parku Českých drah. Všechny tyto vozy byly vyrobeny pro tehdejší Československé státní dráhy mezi roky 1986 a 1987 ve východoněmecké vagónce VEB Waggonbau Bautzen. Z celkových 40 vozů Amee (původně vozy první třídy) a 90 vozů Bmee (původně vozy druhé třídy) připadlo Českým drahám po rozdělení Československa 16 vozů Amee a 34 vozů Bmee. V roce 1993 byly slovenské vozy Amee přeznačeny na řadu Bmee. V letech 1994-1995 české vozy Amee přeznačeny na řadu Bmee. Jeden vůz byl zničen při nehodě, devět vozů bylo modernizováno na lůžkové vozy WLABmee823 a zbylých 40 vozů bylo rekonstruováno na velkoprostorové vozy druhé třídy Bdmpee233. Řada zanikla v roce 2014.

## Vznik řady
V 80. letech si Československé státní dráhy objednaly sérii celkem 250 vozů typu UIC-Z pro expresní vlaky. Všechny vozy vyrobila východoněmecká vagónka VEB Waggonbau Bautzen. Jako první bylo dodáno 20 bistro vozů BRcm v roce 1984. Poté v roce 1986 následovalo 60 vozů druhé třídy Bmee. V roce 1987 byly dodány téměř všechny zbylé vozy, a to v pořadí 40 vozů první třídy Amee, dalších 30 vozů Bmee a 74 vozů BDmee. Dodávka byla završena na přelomu let 1986 a 1987 servisními vozy BDmeer, které byly na rozdíl od výše zmíněných BDmee vybaveny plošinou pro vozíčkáře.

## Technické informace
Byly to neklimatizované vozy typu UIC-Z o délce 26 400 mm. Jejich nejvyšší povolená rychlost byla 160 km/h. Byly vybaveny podvozky GP 200 S 25/85. Brzdová soustava vozu byla tvořena tlakovou kotoučovou brzdou DAKO-R s dvěma kotouči na každé nápravě.
Vnější nástupní dveře těchto vozů byly předsuvné, ovládané madlem. Dveře byly vybaveny posilovačem, pneumatickým dálkovým zavíráním, a za jízdy byly blokovány. Mezivozové přechodové dveře byly manuálně posuvné do stran. Vozy měly polospouštěcí okna o světlé šířce 1 200 mm s dvojitými bezpečnostními skly. Okna jsou vybavena vyvažovačem, který umožňuje udržet okno v polootevřené poloze.
Vozy měly 11 oddílů po šesti sedačkách (celkem 66 míst). Vozy Bmee měly původně oddíly po 8 místech, čili celkem 88 míst k sezení. Sedačky v obou řadách byly původně polohovatelné, po dosazení nových sedaček do původních vozů Bmee již zůstaly polohovatelné sedačky jen v bývalých vozech Amee.
Vozy, jako jedny z prvních u Československých státních drah, byly vybaveny centrálním zdrojem energie, který umožnil napájet elektrická zařízení, např. osvětlení, z topného kabelu namísto nápravového generátoru. Centrální zdroj energie mohl být napájen nejen z topného kabelu, ale i z trojfázové veřejné sítě 380 V / 220 V. Ve vozech se nacházely i zásuvky 230 V, po jedné v každé umývárně a dvě na chodbičce, ale ty jsou aktivní jen pokud byl vůz napájen z veřejné sítě. Pro případ, že vůz nebyl připojen k žádnému zdroji energie, byl vybaven 24V niklkadmiovou baterií o kapacitě 375 Ah.
Vytápění vozů bylo realizováno pomocí elektrického ohřívače vzduchu s automatickou regulací teploty. Další možností regulace teploty bylo ruční ovládání v jednotlivých oddílech pro cestující. Vozy byly vybaveny i systémem nuceného větrání pomocí střešních větráků, případně pomocí vytápěcí soustavy s vypnutým ohřevem vzduchu. Provozní osvětlení vozů bylo řešeno zářivkami, nouzové a noční bylo provedeno pomocí žárovek.
Původní nátěr vozů byl tmavě zelený se žlutým pruhem pod okny. Byl řešen pomocí polyuretanových barev. Pozdější nátěr byl přes okna zelený a zbytek byl bílý, případně byl proveden v modro-bílém korporátním stylu Českých drah od studia Najbrt.

## Modernizace

### Úpravy
V první polovině 90. let byly vozy tehdejších řad Amee a Bmee určených pouze pro vnitrostátní provoz upraveny na vozy vhodné pro mezinárodní provoz dle úmluv RIC. Vozy Amee tyto úmluvy nesplňovaly, protože měly 11 oddílů první třídy namísto obvyklých devíti. Vozy Bmee zas měly osm míst v každém oddíle namísto obvyklých šesti. Proto bylo všech 50 tehdy existujících vozů Amee a Bmee v ŽOS České Velenice, MOVO Plzeň a ŽOS Česká Lípa upraveno na vozy druhé třídy dle úmluv RIC. Kromě úpravy interiéru, která spočívala primárně v dosazení nových sedaček do původcích vozů Bmee, byl dosazen nový centrální zdroj energie, vlakový rozhlas, průběžný UIC kabel a byla zesílena skříň.

### Přestavby na jiné řady
V průběhu let 2000–2001 bylo devět vozů této řady v MOVO Plzeň kompletně přestavěno na moderní lůžkové vozy WLABmee823 pro dálkové noční vlaky EuroNight. Tyto vozy mají deset oddílů první a druhé třídy (po jednom až třech lůžkách), z 11. oddílu se stal sklad a oddíl pro průvodčího. Do výbavy vozu patří kromě klimatizace i vakuové WC, sprchový kout a zásuvky 230 V.
V roce 2011 bylo Českými drahami vyhlášeno výběrové řízení na modernizaci zbývajících 40 vozů. Předmětem modernizace je kompletní rekonstrukce včetně změny uspořádání interiéru na velkoprostorový, dosazení klimatizace, zásuvek 230 V, vakuových WC a elektronického informačního systému. Výběrové řízení vyhrála společnost Pars nova Šumperk. Vozy jsou po rekonstrukci označeny řadou Bdmpee233.

## Provoz
Původně byly vozy nasazovány na expresní vlaky mezi tehdejšími československými metropolemi – Prahou, Bratislavou a Košicemi.
V průběhu let šlo tyto vozy potkávat na různých kategoriích vlaků – spěšných, rychlících, expresech, InterCity, EuroCity i EuroNight. Nejprestižnější spoje, na kterých tyto vozy pravidelně jezdily, byly EuroCity mezi Prahou a Vídní a EuroNight mezi Prahou a Berlínem.
Vozy, ač bez moderních prvků jakými jsou klimatizace, či uzavřený systém WC, byly v grafikonu vlakové dopravy 2012/2013 stále nasazovány na vlaky vyšších kategorií.
Při začátku provozu měly vozy problémy s brzdami. Při delší jízdě bez brzdění se samovolně přestavovala vzdálenost brzdových destiček od kotoučů, čímž byl snižován brzdicí účinek. Proto až do výměny brzdových jednotek bylo u vozů počítáno s menšími brzdicími procenty, což se negativně projevovalo na nejvyšší povolené rychlosti vlaků, ve kterých byly tyto vozy řazeny.
Vůz č. 036 byl 22. června 2005 poničen při požáru vlaku Ex 533 „Budvar“ mezi Prahou a Českými Budějovicemi. V roce 2011 byl tento vůz zrušen.

## Fotogalerie

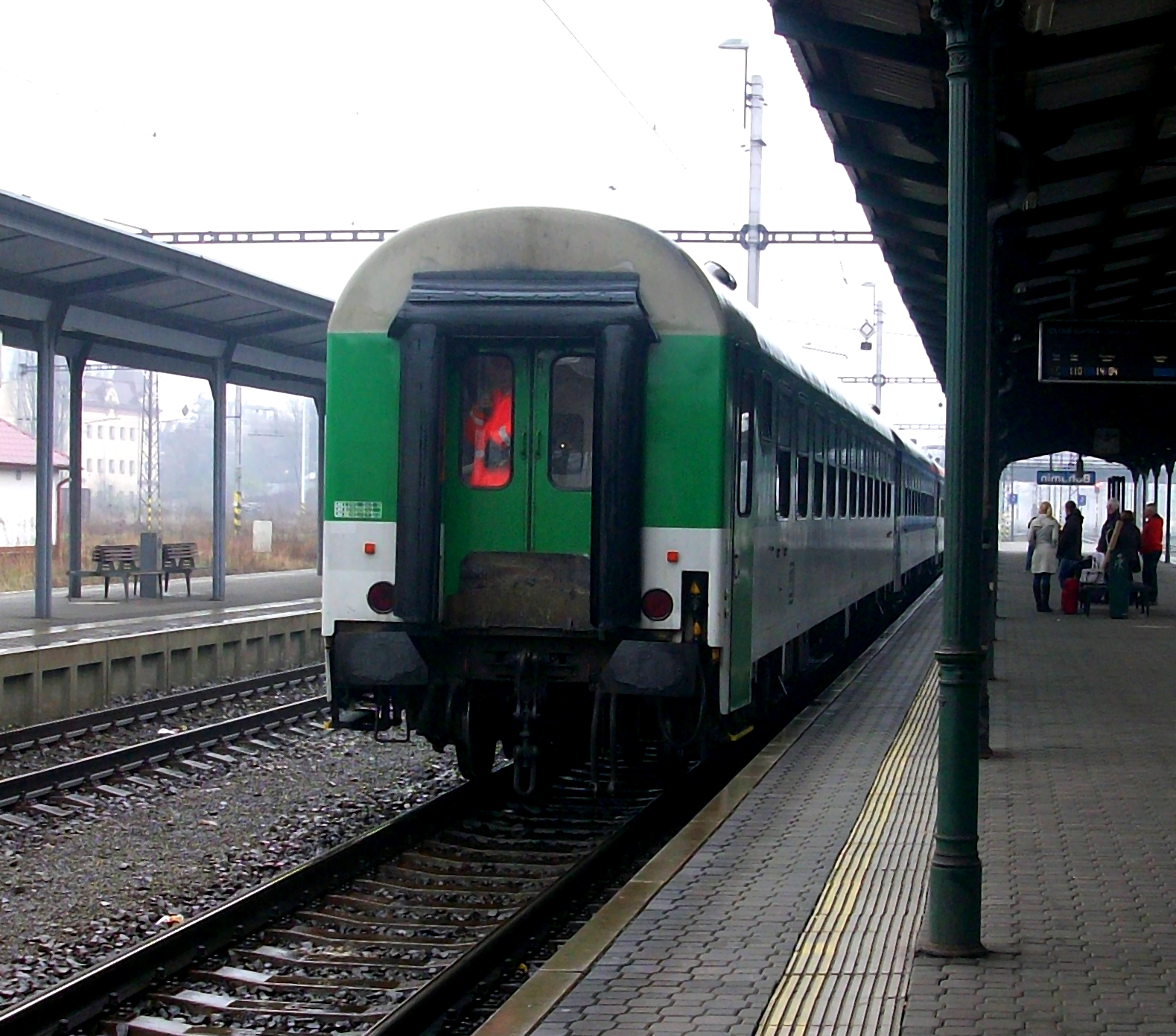
Vůz Bmee248 v Bohumíně
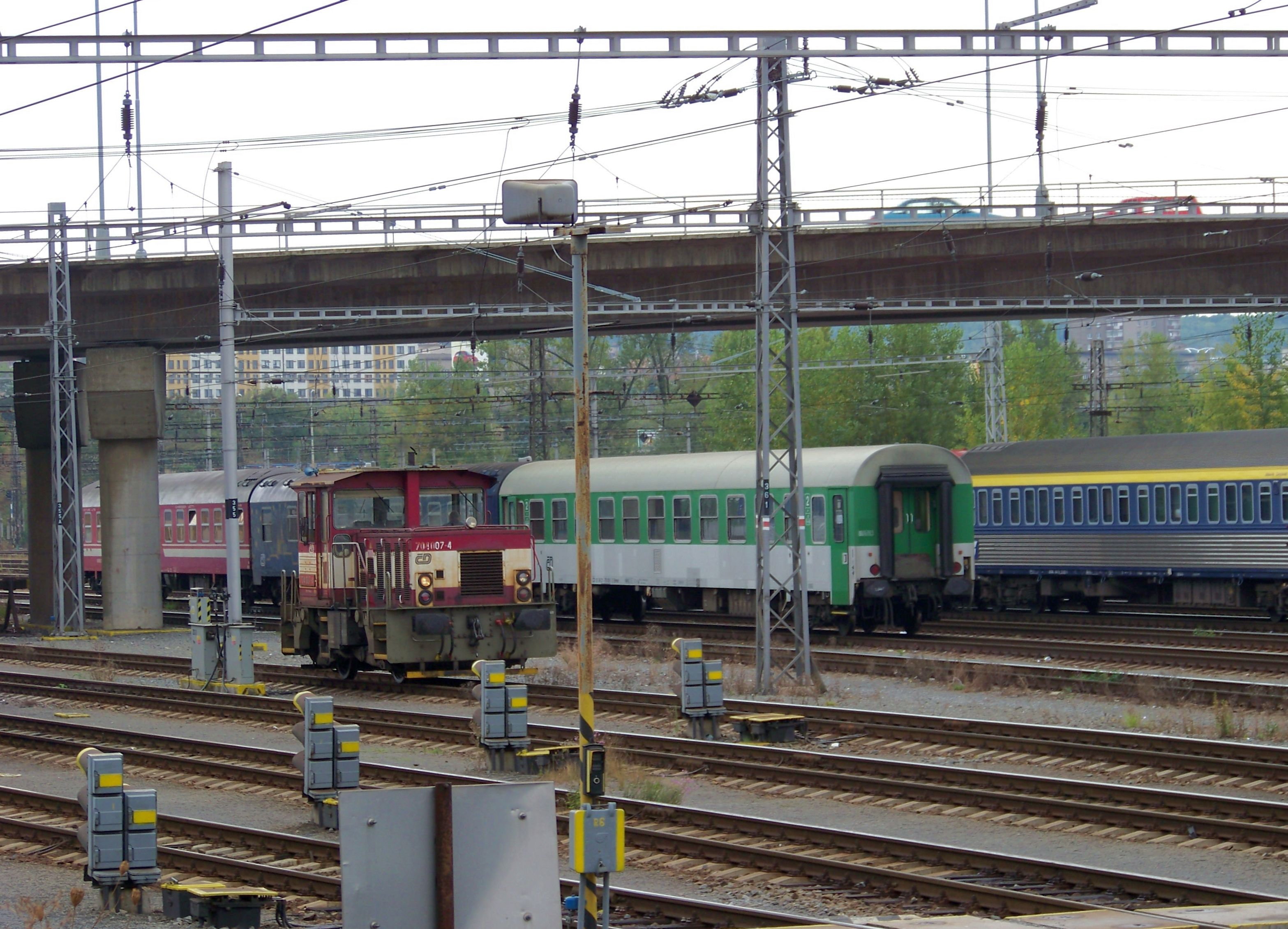
Vůz Bmee248 (zelený) na Odstavném nádraží Praha-jih